# Paul Liebergesell
Paul Liebergesell (* 14. September 1871 in Braunschweig; † 9. Mai 1932 in München) war ein deutscher Architekt und Bauunternehmer.

## Werdegang

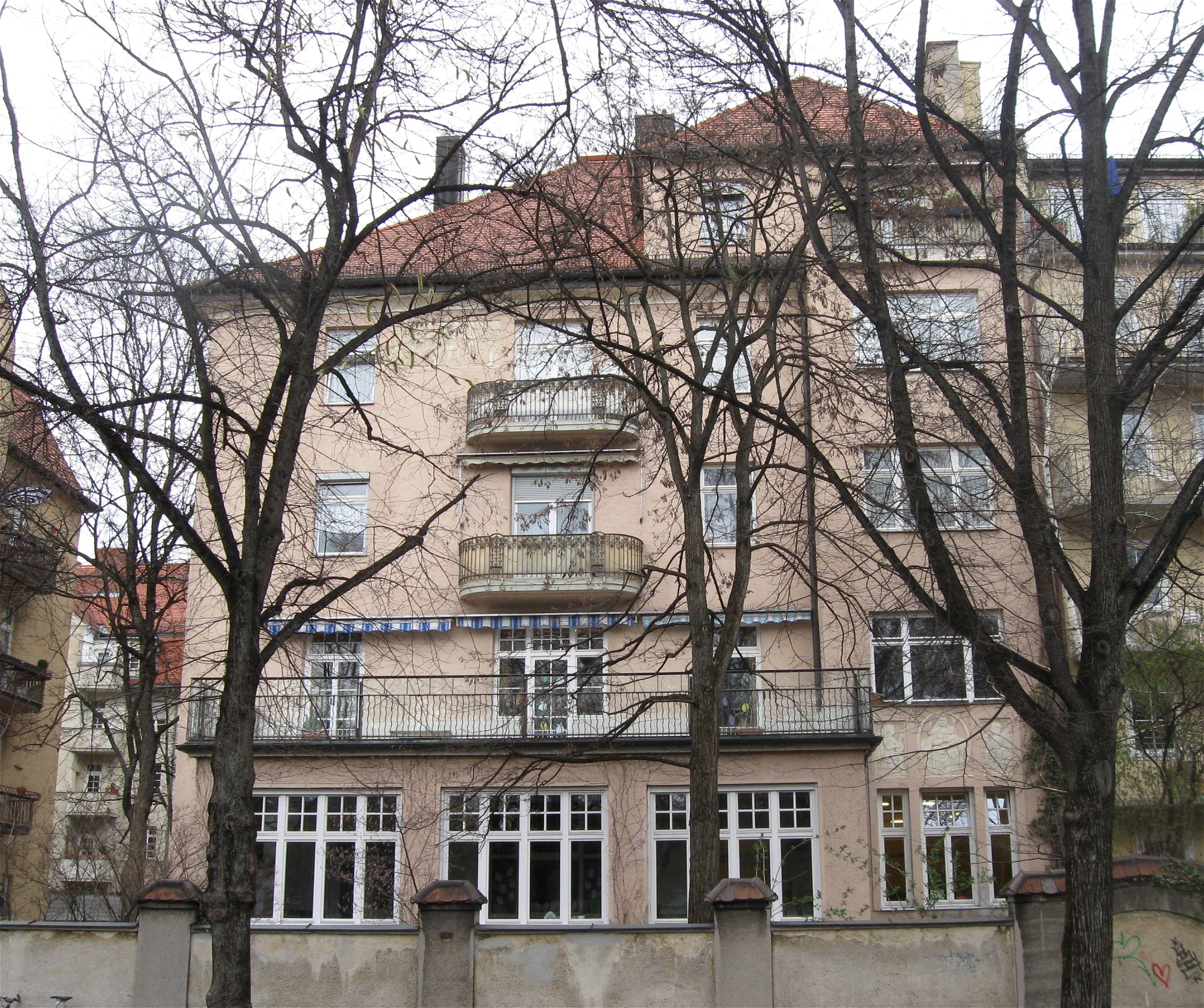
Adalbertstraße 106: Jugendstilbau von Paul Liebergesell und Feodor Lehmann (erbaut 1902 bis 1904)

Liebergesell gründete 1897 gemeinsam mit Feodor Lehmann in München die Bauunternehmung Liebergesell & Lehmann. 1899 begründete er den Verein für Verbesserung der Wohnungsverhältnisse in München. An der Rosenheimer Straße, der Klugstraße und der Aidenbachstraße entstanden Wohnblöcke des sozialen Wohnungsbaus.
Gemeinsam mit Oberbürgermeister Karl Scharnagl und Stadtrat Preis entwickelte er erste staatliche Wohnungsbauprogramme. Von 1925 bis 1929 gehörte er dem Münchner Stadtrat an.
Nach seinem Tod übernahm Sohn Ernst die Bauunternehmung.